# Schouwen-Duiveland
Schouwen-Duiveland es un municipio y una isla ubicada en la provincia de Zelanda al suroeste de los Países Bajos. El Brouwersdam es un dique, parte del Plan Delta, que va de Schouwen-Duiveland a Goedereede, en la parte occidental de la isla de Goeree-Overflakkee en Holanda Meridional.

## Centros poblados
No existe un pueblo llamado propiamente Schouwen-Duiveland; la municipalidad toma su nombre de la isla, que obtuvo su nombre de las antiguas islas de Schouwen y Duiveland que fueron ganadas al mar junto con las antiguas islas de Dreischor y Bommenede
Las siguientes localidades forman parte de la municipalidad de Schouwen-Duiveland:
| - Brijdorpe - Brouwershaven - Bruinisse - Burgh - Burghsluis - Dreischor - Elkerzee - Ellemeet - Haamstede - Kerkwerve | - Looperskapelle - Moriaanshoofd - Nieuwerkerk - Nieuwerkerke - Noordgouwe - Noordwelle - Oosterland - Ouwerkerk - Renesse - Scharendijke | - Schuddebeurs - Serooskerke - Sirjansland - Westenschouwen - Zierikzee (donde se ubica el ayuntamiento) - Zonnemaire |